# Antonín Novotný
Antonín Novotný (Letňany, 10 dicembre 1904 – Praga, 28 gennaio 1975) è stato un politico ceco.

## Biografia
Fu prigioniero presso il campo di concentramento di Mauthausen durante la Seconda guerra mondiale.
Segretario del Partito Comunista di Cecoslovacchia dal 1952, fu presidente della Cecoslovacchia dal 1957 al 1968, quando in gennaio venne sostituito al vertice del Partito da Alexander Dubček per poi essere costretto a dimettersi il 22 marzo dalla guida dello Stato sotto la spinta della crescente pressione popolare.